# Jarand (podkomorzy dobrzyński)
Jarand herbu Pomian (ur. ?, zm. po 8 grudnia 1352) – polski rycerz, podkomorzy dobrzyński (ok. 1322–ok. 1336) i kujawski (ok. 1336–?), starosta sieradzki (ok. 1339–ok. 1352), kasztelan rozpierski (ok. 1342–ok. 1352).

## Życiorys
Profesor Janusz Bieniak identyfikuje go z Pomianami z Wrzącej Wielkiej.
Po raz pierwszy pojawia się w źródłach 27 stycznia 1316 roku, był wówczas świadkiem na dokumencie Anastazji, księżnej dobrzyńskiej. 25 czerwca 1332 roku pojawił się w dokumentach jako podkomorzy dobrzyński, a w 1336 już jako podkomorzy kujawski. W 1339 jest starostą sieradzkim, a w 1342 kasztelanem rozpierskim. Ostatnie dwa urzędy sprawował co najmniej do 8 grudnia 1452, kiedy to ostatni raz jest wspomniany w źródłach.
Najprawdopodobniej często przebywał w otoczeniu króla Kazimierza Wielkiego, świadkował na dokumentach monarchy przez ponad 16 lat, od 1336 do 1352. 
Uczestniczył w wojnie polsko-krzyżackiej w latach 1327–1332. Był też świadkiem podczas procesu warszawskiego w 1339, podczas przesłuchania 20 lutego tego roku potwierdził przynależność Pomorza Gdańskiego do Korony (zeznawał, że za czasów Władysława Łokietka jeździł często na Pomorze oraz że rodzice i panowie opowiadali mu o książętach polski rządzących Pomorzem), opowiadał także o zniszczeniach dokonanych przez wojska krzyżackie na Kujawach.
W listopadzie 1347 roku był członkiem sądu królewskiego w Bydgoszczy, w sprawie w której przysądzono wieś Mąkowarsko klasztorowi cystersów w Byszewie.
Był właścicielem dóbr we wschodniej Wielkopolsce, 27 lutego 1330 wystawił dokument lokujący wieś Osiek Wielki na prawie magdeburskim.